# Чеббер-Берди
Чеббер-Берди (*д/н — 1419) — хан Золотої Орди в 1416—1417, 1419 роках. В хроніках та літописах відомий також як Джаббар-Берди та Єремферден.

## Життєпис
Походив з династії Чингізидів. Син хана Тохтамиша. У 1395 році після поразки батька у війні з Тамерланом разом з іншими братами втік до великого князівства Литовського. У 1416 році з початком конфлікту між ханом Чеґре та беклярбеком Едигеєм дістав військову допомогу від литовського правителя Вітовта й рушив на захоплення Орди. Того ж року вигнав з Сарай0Берке дервіш-хана, що був поставлений Едигеєм. Втім вже у 1417 році зазнав поразки від останнього й вимушений був відступити до литовських кордонів.
У 1419 році після смерті дервіш-хана на декілька місяців зайняв трон, але був повалений Кадер-Берди. Його син Даулат-Берди продовжив боротьбу за трон.